# Yūko Watanabe
Yūko Watanabe (jap. 渡辺祐子 Watanabe Yūko; ur. 16 lutego 1985) – japońska lekkoatletka, skoczkini wzwyż i biegaczka długodystansowa.
Lekkoatletyczną karierę rozpoczęła od skoku wzwyż, w wieku 17 lat została wicemistrzynią Azji w kategorii juniorek. Po kilku latach przerwy w wyczynowym uprawianiu lekkoatletyki od 2008 Watanabe uprawia biegi na długich dystansach, w 2010 zajęła 3. miejsce w XX Międzynarodowym Półmaratonie Philipsa, mającym rangę mistrzostw Polski.

## Rekordy życiowe
- Skok wzwyż – 1,78 (2002)
- Bieg na 10 000 m – 33:16,78 (2011)
- Półmaraton – 1:13:39 (2011)